# Félix Henri Giacomotti

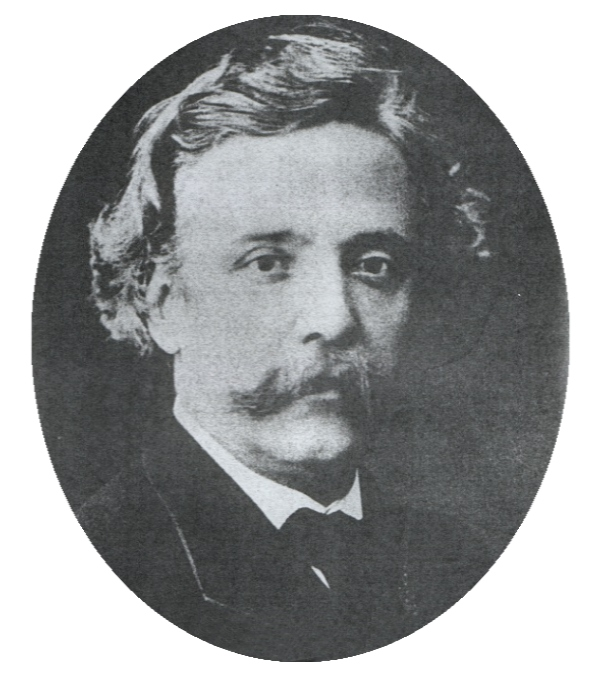
Félix Henri Giacomotti

Félix Henri Giacomotti (* 19. November 1828 in Quingey, Département Doubs, Frankreich; † 10. Mai 1909 in Besançon) war ein französischer Porträt- und Historienmaler italienischer Abstammung, der auch als Museumsdirektor am Musée des Beaux-Arts et d’Archéologie de Besançon arbeitete.

## Leben
Giacomotti entstammte einer italienischen Familie. Sein Vater stammte aus dem Piemont, in der Nähe von Turin und war, da es in seiner Heimat keine Arbeit für ihn gab, nach Quingey Frankreich gekommen. Giacomotti trat 1846 im Alter von 18 Jahren in die die École nationale supérieure des beaux-arts de Paris ein und wurde ein Schüler des Historienmalers François-Édouard Picot. 1851 erhielt er für das Gemälde Perikles am Totenbett seines Sohnes den zweiten Preis beim Wettbewerb Prix de Rome, 1854 den großen Preis dieses Wettbewerbs für sein Bild Besuch der Engel bei Abraham. Der Preis war mit einem mehrjährigen Aufenthalt in Rom verbunden. Um dieses Stipendium antreten zu können, nahm er die französische Staatsbürgerschaft an und studierte fünf Jahre lang in Italien. 1861 nach Paris zurückgekehrt, widmete er sich vor allem Damenporträts sowie Gemälden religiöser und mythologischer Art, die er in einem eleganten und zuweilen erotischen Stil ausführte.
Im Salon de Paris stellte er die Bildnisse des Fotografen Jules David und des Schriftstellers Edmond About aus. Im Jahr 1861 zeigte er dort das Porträt eines Jünglings und sein lebensgroßes Martyrium des hl. Hippolyt aus. Dieses Werk stieß, aufgrund seiner weltlichen Darstellung des religiösen Themas, auf Kritik. Bis zu seinem Tod 1909 nahm er jährlich mit je zwei Gemälden an den Ausstellungen im Salon teil. Viele seiner späten Werke zeigten Bildnissen adeliger Damen. Für mehrere Kirchen in Paris schuf er Gemälde mit religiösen Themen, so unter anderem für St-Étienne-du-Mont und Notre-Dame-des-Champs.

## Werke (Auswahl)
- 1861: Nymphe und Satyr
- 1863: Der verzweifelte Amor

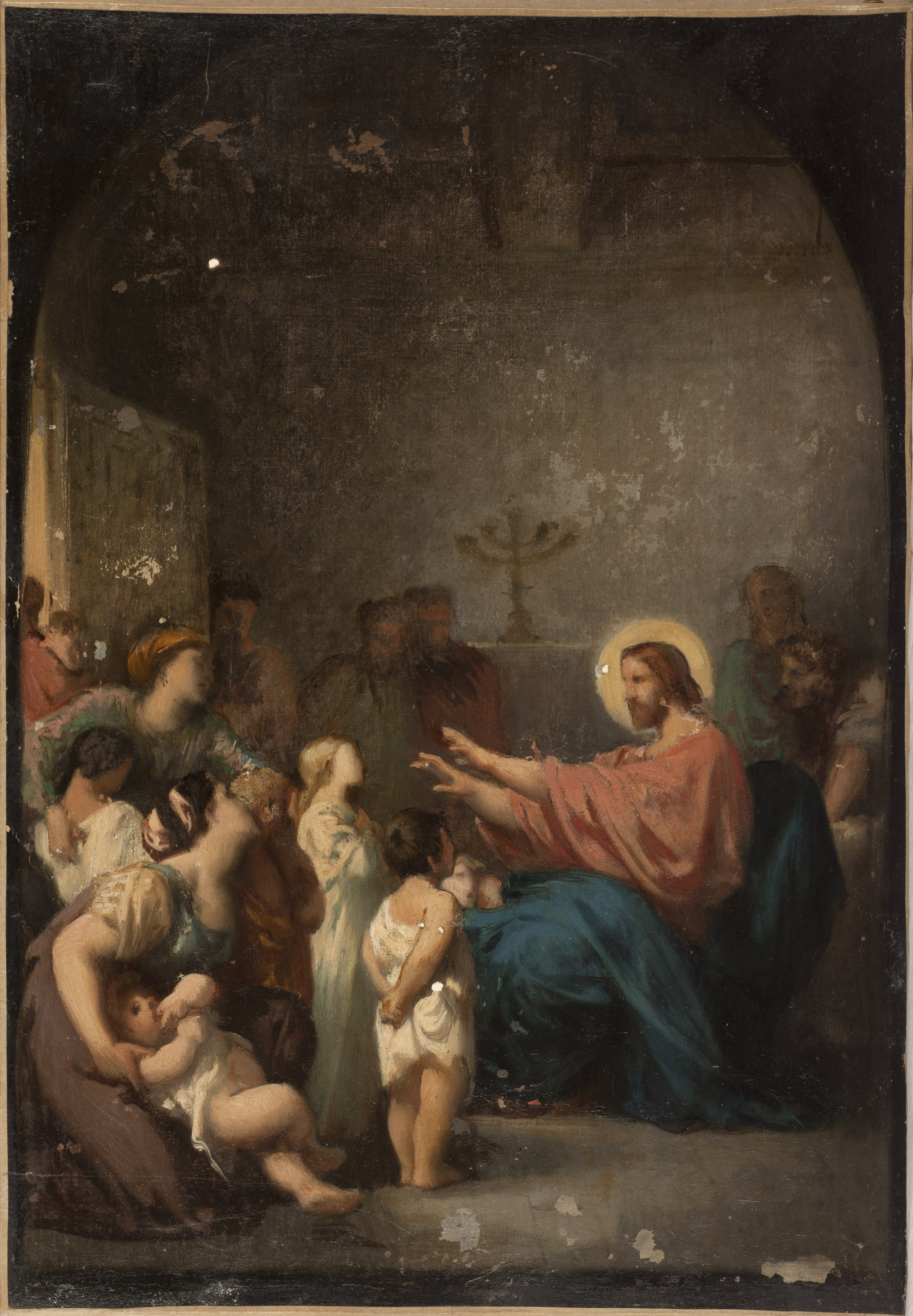
Christus segnet die Kinder

- 1865: Der Raub der Amymone (Musée du Luxembourg, Paris)
- Der heilige Hippolyt von Pferden geschleift
- 1867: Christus segnet die Kinder und Christus lehrt im Tempel (St. Etienne du Mont, Paris)
- Eine schlafende Römerin
- 1873: Eine Venus, die Amor entwaffnet hat
- 1875: Der Gang nach Golgatha
- 1878: Die Verherrlichung des Rubens und der Malerei französisch La gloire de Rubens etc. (Deckenbild für einen Saal im Musée du Luxembourg)
- 1880: Nessus und Deianira

Porträts

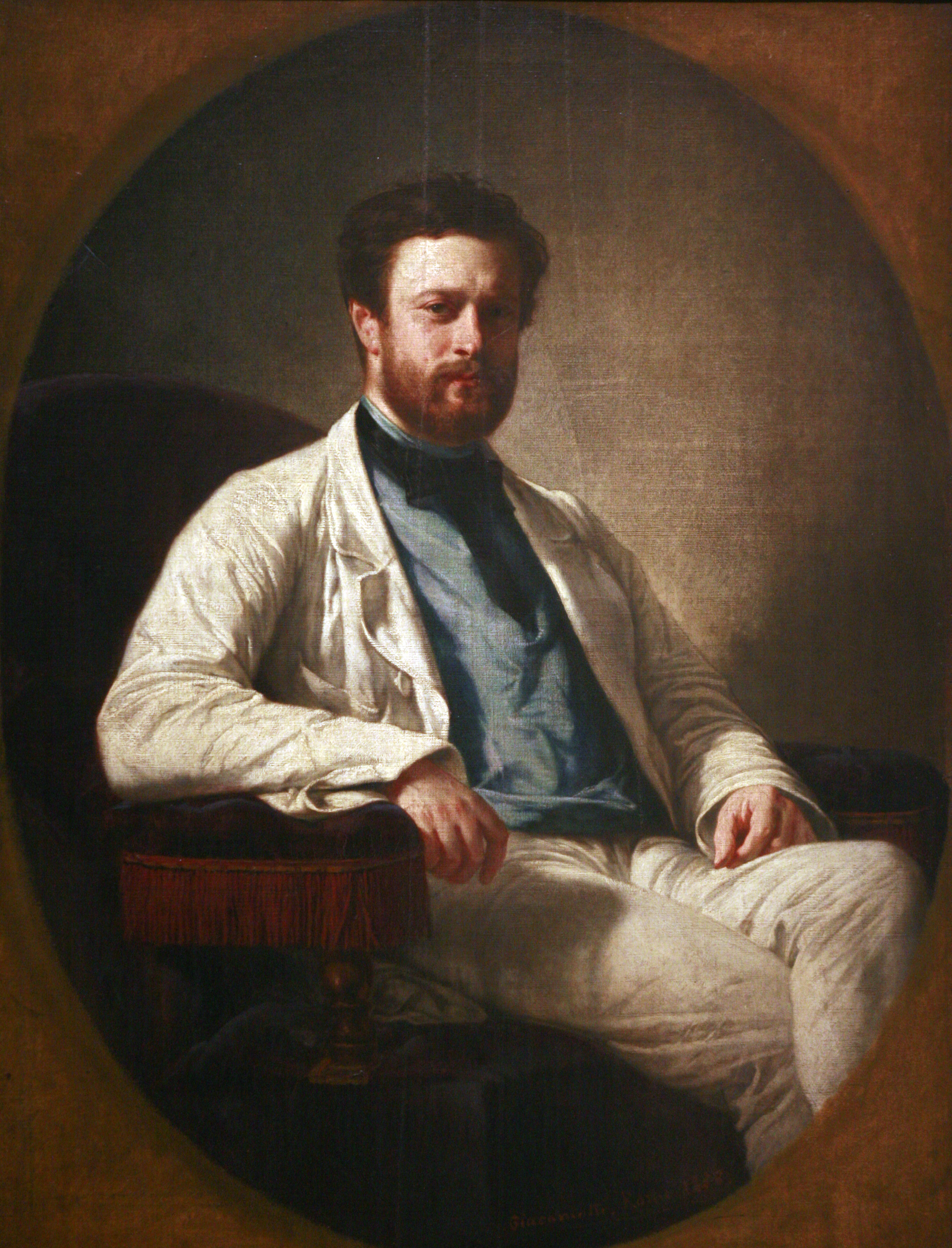
Porträt des Edmond About

- Princesse de Montholon (Musée Rouen)
- 1863: Die Generale Marulaz und Morand (für das Rathaus Besancon gemalt)
- Der Kanzler D’Aguesseau (Pariser Justizpalast)
- Der Astronom Le Verrier (Pariser Observatorium)
- Bildnis der Gattin des Malers Lefebvre

## Auszeichnungen (Auswahl)
- 1851: zweiter Preis Prix du Rome
- 1851: erster Preis Prix du Rome
- 15. August 1867: Ritterkreuz der Ehrenlegion